# 03 Greedo
Jason Jamal Jackson , plus connu le nom de 03 Greedo, né le 26 juillet 1987 à Los Angeles en Californie, est un rappeur, chanteur, auteur-compositeur-interprète et producteur de disques américain originaire du quartier de Watts de la ville de Los Angeles, en Californie. Il commence à se faire connaître en 2016 avec sa série de mixtapes Purple Summer. En 2018, il gagne davantage d'attention grâce à la sortie de sa mixtape The Wolf of Grape Street. Son premier album studio, God Level, voit le jour le 26 juin 2018 .
En juillet 2018, il a été condamné à 20 ans de prison pour trafic de stupéfiants et possession d'une arme à feu. Le 8 janvier 2023, il a été annoncé que 03 Greedo serait libéré le 12 janvier. Malgré son incarcération, il est resté prolifique dans la publication de musique.

## Biographie

### Débuts et jeunesse
Jason Jamal Jackson est né le 26 juillet 1987 à West Los Angeles, en Californie, de Michael et Lisa Jackson. Tragiquement, à la fin de l'année 1988, alors qu'il n'avait qu'un an, son père est décédé dans un accident de moto, peu après que la famille a acheté une maison à Gardena, en Californie. Jason a grandi à Gardena avec son frère et sa sœur aînés, étant le plus jeune des trois. Avant de s’installer à Gardena, la famille vivait près du terrain de golf Chester Washington à Los Angeles. Pendant son enfance, Jason a souffert de nombreuses infections de l’oreille, nécessitant la pose de drain transtympaniques.
À l'âge de 17 ans, Jason attend un enfant avec son amour de lycée. Pour subvenir aux besoins de sa fille, née après leurs 18 ans, ainsi que de sa mère, il travaille dans divers commerces de détail et vend ses propres produits. Cependant, il a rapidement commencé à vendre de la drogue pour aider sa famille. Sa mère, lassée de son comportement, l'expulse de chez la maison. Il va alors vivre chez plusieurs amis, dont la mère de sa fille, et a même été sans-abri à des moments. Par la suite, il s’installe dans le quartier de Watts à Los Angeles, avant de se fixer dans les logements sociaux de Jordan Downs, également à Watts.

### Carrière
Jackson utilise d'abord le pseudonyme Greedy Giddy, sous lequel il autoproduit six mixtapes, notamment les séries Bipolar, Everybody Weak et Money, Powder, Regrets. Ses débuts sont fortement influencés par le rap du Sud, caractérisé par des harmonies auto-tunées et des instrumentaux trap mélodiques. Ses premiers travaux se retrouvent fragmentés sur différentes plateformes, avec quelques enregistrements disponibles sur DatPiff, YouTube et Tumblr .
Sous le nom de Greedy Giddy, Jackson publie de nombreux morceaux sur SoundCloud entre 2014 et 2016. En 2016, il change son pseudonyme pour 03 Greedo et autoproduit deux mixtapes : Purple Summer et Purple Summer 2: Sun Don't Shine. La même année, il lance également son propre label, Golden Grenade Empire.
En 2017, Jackson produit trois nouvelles mixtapes : Purple Summer 03: Purple Hearted Soldier, First Night Out et Money Changes Everything. Cette même année, il signe un contrat de plus d’un million de dollars avec Alamo Records, le label de Todd Moscowitz.
En mars 2018, il sort The Wolf of Grape Street sous Alamo Records, suivi de l’album God Level, publié à la fin du mois de juin de la même année.
La veille de sa condamnation, Jackson collabore avec les rappeurs Smokepurpp, Lil Pump, Lil Uzi Vert et Desto Dubb pour enregistrer des morceaux produits par Fizzle. L'un d'entre eux, Bankteller, est publié simultanément le 25 septembre 2018 par Desto Dubb (via sa page SoundCloud), ainsi que par Uprise et No Jumper (tous deux sur YouTube). Le titre gagne rapidement en popularité grâce à la promotion de Desto Dubb, Lil Pump et Adam22     .
Avant de se rendre aux autorités, Jackson promet de constituer un catalogue de 30 albums. Il déclare par la suite avoir enregistré plus de 3 000 chansons avant de commencer sa peine de 20 ans.
Le 22 juin 2018, Jackson sort le remix son single Never Bend avec Lil Uzi Vert en collaboration .
Le 5 juillet 2019, Jackson et le batteur de Blink-182, Travis Barker sort un EP commun, Meet the Drummers .
En septembre 2019, Jackson et Kenny Beats sort son album intitulé Netflix & Deal.
Le huitième album de Greedo, Load It Up Vol. 01, sort le 14 août 2020. Il est précédé par le single Drip Keep Going avec Key Glock .
Le 4 février 2022, Jackson sort un nouveau single intitulé Pourin avec Mike Free et BlueBucksClan sur Alamo Records via Sony Music Entertainment[réf. nécessaire]. Près d'un an plus tard, le 9 janvier 2023, Jackson sort  sa mixtape Free 03 produite par Mike Free, comprenant le single.
En début d'année 2023, après être libéré de prison, il commence à enregistrer de nombreuses nouvelles chansons et, le 17 mars 2023, il a publié Bacc Like I Never Left, le premier des deux singles de son cinquième album studio Halfway There, sorti sept jours plus tard .

## Affaire judiciaire
En 2016, Jackson est arrêté au Texas pour trafic de stupéfiants et possession d'armes à feu. Selon un rapport de police, les adjoints du shérif du comté de Potter ont forcé le coffre de sa voiture après avoir déclaré avoir senti une odeur de cannabis et ont trouvé « quatre livres de méthamphétamine et deux pistolets volés ». Jackson risquait à l'origine une peine de 300 ans pour ces accusations. Cependant, il a finalement accepté un accord de plaidoyer et a été condamné à 20 ans de prison, bien qu'il puisse être libéré dans cinq ans en cas de bonne conduite. Il a commencé à purger sa peine à l'été 2018 et a été incarcéré à l'unité de Middleton.
En 2022, il est transféré à l'unité William R. Boyd. Il devait initialement devenir éligible à la libération conditionnelle en juillet 2020, mais cela lui a été refusé en 2020 et 2021. Jackson obtient une libération conditionnelle en juin 2022 après avoir suivi un programme de prélibération, et le 8 janvier 2023, sa libération est confirmée pour le 12 janvier 2023.

## Discographie

### Albums studio
- God Level (2018)
- Still Summer In the Projects (2019)
- Netflix & Deal (with Kenny Beats) (2019)
- Load It Up Vol 01 (with Ron-RonTheProducer) (2020)
- Halfway There (2023)
- Hella Greedy (with Helluva) (2024)

### Mixtapes
- Bi-polar Disc One (2010)
- Bi-polar Disc Two (2010)
- Bi-polar 3 (2011)
- Bi-polar 4 (2011)
- Money, Powder, Regrets (2012)
- Everybody Weak (2012)
- Purple Summer (2016)
- Purple Summer 2: Sun Don't Shine (2016)
- Purple Summer 03: Purple Hearted Soldier (2017)
- First Night Out (2017)
- Money Changes Everything (2017)
- The Wolf of Grape Street (2018)
- Free 03 (with Mike Free) (2023)
- Project Tpain (with Dnyc3) (2023)
- Y'all Ni99az Owe Me Money (with Ricky Racks) (2024)

### EPs
- Porter 2 Grape (with Nef the Pharaoh) (2018)
- Meet the Drummers (with Travis Barker) (2019)
- 03 Inna Key (2021)
- Feed The Wolves (2023)
- Fucc Everybody (2024)